# Cinta transportadora

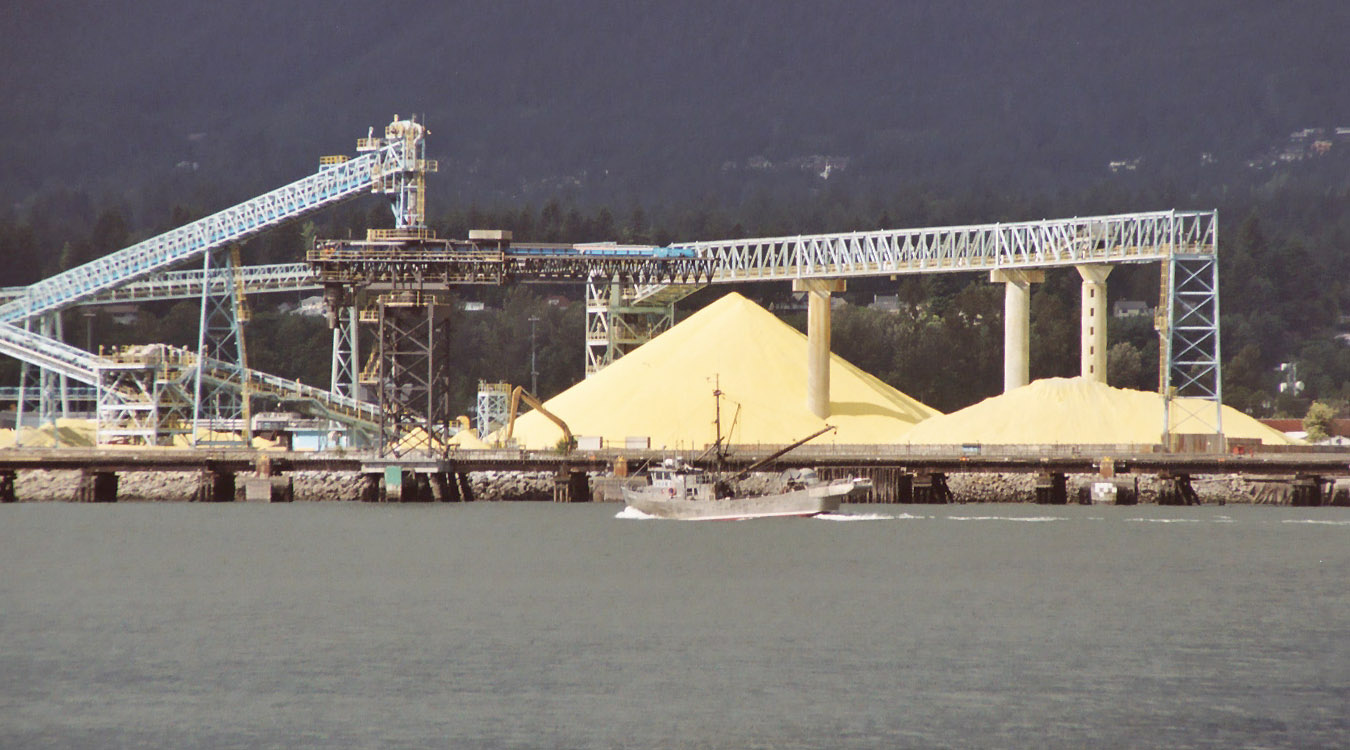
Cintes transportadores usades en un magatzem de sofre per carregar camions.

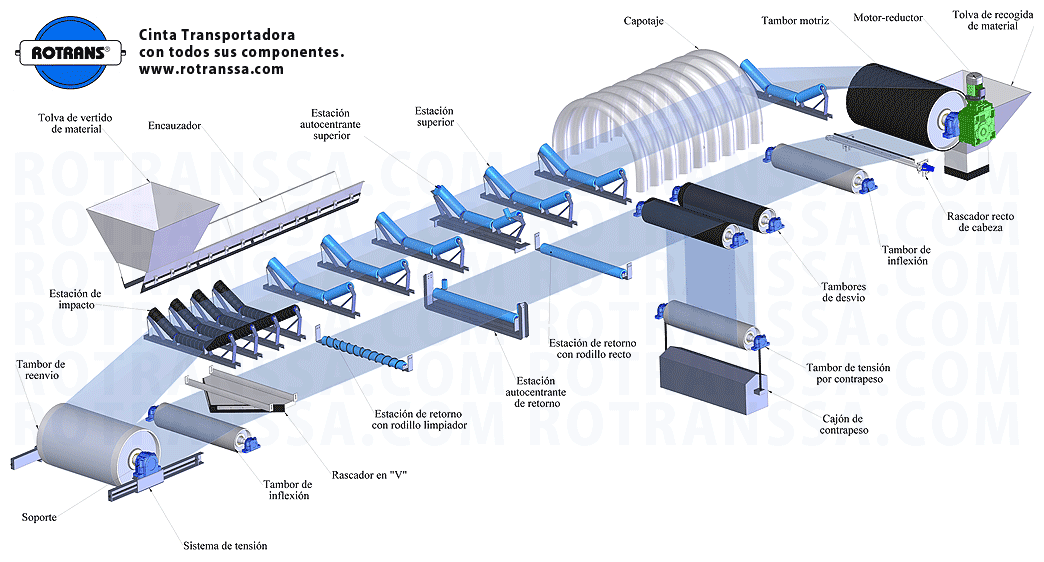
Cinta transportadora amb tots els seus possibles elements.

Una cinta transportadora és un sistema de transport continu format bàsicament per una banda contínua que es mou entre dos tambors. La banda és arrossegada per fricció per un dels tambors, que al seu torn és accionat per un motor. L'altre tambor sol girar lliure, sense cap accionament, i serveix per al retorn a la banda. La banda és suportada per corrons entre els dos tambors.
Per raó del moviment de la banda el material dipositat sobre la banda és transportat cap al tambor d'accionament on la banda gira i dona la volta en sentit contrari. En aquesta zona el material dipositat sobre la banda és abocament fora de la mateixa causa de l'acció de la gravetat.
Les cintes transportadores s'utilitzen principalment per transportar materials granulats, agrícoles i industrials, com ara cereals, carbó, minerals, etc., encara que també es poden usar per transportar persones en recintes tancats (per exemple, en grans hospitals i ciutats sanitàries). Sovint per carregar o descarregar vaixells de càrrega o camions. Per a transportar material per terreny inclinat es fan servir unes seccions anomenades cintes elevadores. Existeix una àmplia varietat de cintes transportadores, amb funcionament, mitjà i direcció de transport diferents, incloent transportadors de cargol, els sistemes de sòl mòbil, que fan servir planxes oscilantes per moure la càrrega, i transportadors de rodets, que fan servir una sèrie de rodets mòbils per a transportar caixes o palets.
Les cintes transportadores es fan servir com a components en la distribució i emmagatzematge automatitzats. Combinats amb equips informatitzats de maneig de palets, permeten una distribució minorista, majorista i manufacturera més eficient, permetent estalviar mà d'obra i transportar ràpidament grans volums en els processos, el que estalvia costos a les empreses que envia o reben grans quantitats, reduint a més l'espai d'emmagatzematge necessari.
Aquesta mateixa tecnologia s'usa en dispositius de transport de persones com ara cintes i escales mecànica i en moltes cadenes de muntatge industrials. Les botigues solen comptar amb cintes transportadores en les caixes per desplaçar els articles comprats. Les estacions d'esquí també usen cintes transportadores per remuntar als esquiadors.
La cinta transportadora més llarga del món és al Sàhara Occidental, té 100 km de longitud i va des de les mines de fosfat és de Bu Craa fins a la costa sud de El Aaiun. La cinta transportadora simple més llarga té 17 km i es fa servir per transportar calcària i pissarra des Meghalaya (Índia) fins a Sylhet (Bangladesh).

## Resum

Punt de contacte entre una corretja de transmissió de potència i la seva politja. Una cinta transportadora utilitza una corretja ample i politges i està suportada per corrons o una cinta plana al llarg del seu recorregut.

Els transportadors són components duradors i fiables que s'utilitzen en la distribució i l'emmagatzematge automatitzats, així com en les instal·lacions de fabricació i producció. En combinació amb equips de manipulació de palets controlats per ordinador, això permet una venda al detall, venda a l'engròs i distribució de la fabricació. Es considera un sistema d'estalvi de mà d'obra que permet que grans volums es moguin ràpidament a través d'un procés, permetent a les empreses enviar o rebre volums més elevats amb un espai d'emmagatzematge més petit i amb menys despesa de mà d'obra.
Els transportadors de cinta són els transportadors motoritzats més utilitzats perquè són versàtils i de bon preu. Els productes es transporten directament a la cinta de manera que els objectes de forma regular i irregular, grans o petits, lleugers i pesats, s'hi puguin transportar. Les cintes transportadores també es fabriquen amb seccions corbes que utilitzen corrons cònics i corretges corbes per transportar productes per una cantonada. Aquests sistemes de transport se solen utilitzar a les oficines de classificació postal i als sistemes de manipulació d'equipatges dels aeroports.
Els transportadors de cinta tenen generalment una construcció força similar que consisteix en un marc metàl·lic amb rodets a cada extrem d'un llit metàl·lic pla. Les cintes transportadores de goma s'utilitzen habitualment per transportar objectes amb superfícies inferiors irregulars, objectes petits que caurien entre els rodets (per exemple, una barra transportadora de sushi), o bosses de producte que s'enfonsarien entre els rodets. La cinta s'enrotlla al voltant de cadascun dels corrons i quan un dels corrons és accionat (per un motor elèctric) la cinta llisca pel llit del marc metàl·lic sòlid, movent el producte. En aplicacions d'ús intens, els llits en què es tira la corretja es substitueixen per corrons. Els corrons permeten transportar pes ja que redueixen la quantitat de fricció generada per la càrrega més pesada de la cinta. L'excepció a la construcció estàndard de la cinta transportadora és la cinta transportadora de tipus Sandwich. La cinta transportadora de Sandwich utilitza dues cintes transportadores, en lloc d'una. Aquestes dues cintes transportadores convencionals es col·loquen cara a cara, per contenir fermament els objectes que es transporten junts "semblant a un sandvitx".
Les cintes transportadores es poden utilitzar per transportar productes en línia recta o mitjançant canvis d'elevació o direcció. Per transportar materials a granel com ara grans, minerals, carbó, sorra, etc., sobre pendents suaus o curvatures suaus, s'utilitza una cinta transportadora amb canal. L'abeurador de la cinta assegura que el material fluid estigui contingut dins de les vores de la cinta. L'abeurador s'aconsegueix mantenint els rodets de rodatge en un angle respecte a l'horitzontal als costats del marc de rodatge. Un transportador de canonades s'utilitza per a recorreguts de material que requereixen revolts i inclinacions més pronunciades de fins a 35 graus. Un transportador de canonades presenta les vores de la cinta que s'enrotllen junts per formar una secció circular com una canonada. Igual que un transportador de cinta transportadora, un transportador de canonades també utilitza rodets de rodatge. No obstant això, en aquest cas, el marc rodó envolta completament la cinta transportadora ajudant-la a retenir la secció del tub mentre l'empeny cap endavant. En el cas de recorreguts que requereixen angles elevats i curvatures semblants a una serp, s'utilitza una de tipus Sandwich. El disseny de cinta sandvitx permet que els materials transportats viatgin al llarg d'un camí d'elevades inclinacions fins a angles de 90 graus, permetent un camí vertical en lloc d'un horitzontal. Aquesta opció de transport també funciona amb rodes.
Altres components importants del sistema de transport de corretges, a part de les politges i els rodets de rodatge, inclouen la disposició d'accionament de les caixes d'engranatges reductores, els motors d'accionament i els acoblaments associats. També podem trobar els rascadors per netejar la cinta, tobogans per controlar la direcció de la descàrrega, faldons per contenir la descàrrega a la corretja receptora, muntatge per "tensar" la corretja, interruptors de seguretat per a la seguretat del personal i estructures tecnològiques com cordons, bastidors d'accionament, els marcs de politges constitueixen els elements d'equilibri per completar el sistema de transport de corretges. En determinades aplicacions, les cintes transportadores també es poden utilitzar per a acumulació estàtica o cartró.

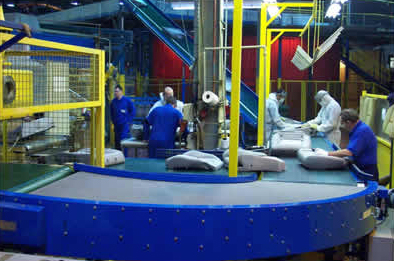
Els sistemes transportadors de cinta en un dipòsit d'embalatge
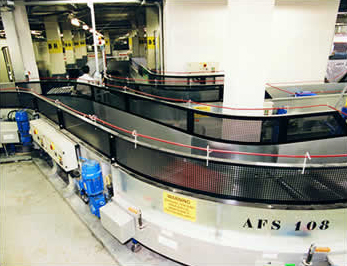
Cinta de manipulació d'equipatges
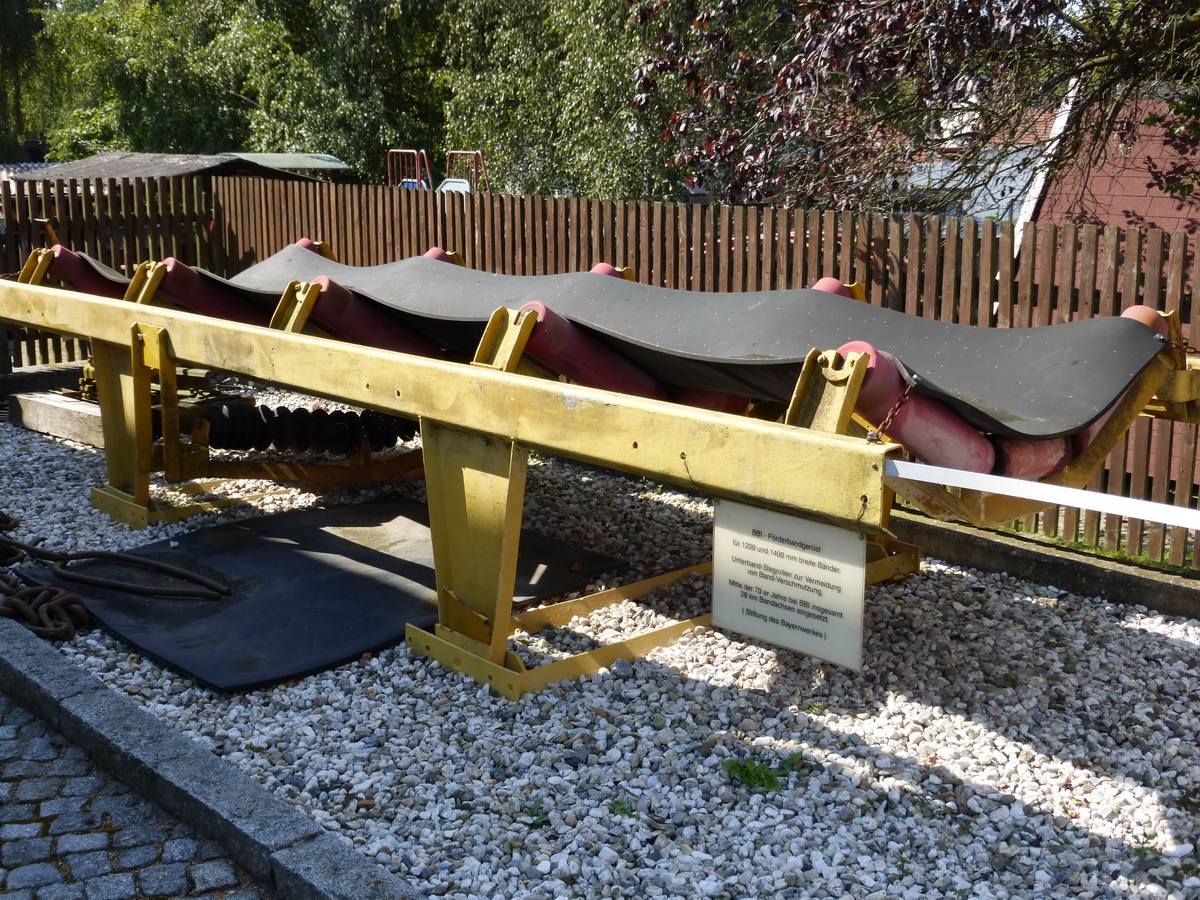
Cinta transportadora d'una mina de lignit a cel obert a Baviera

## Avantatges
Els avantatges que té la cinta transportadora són:
- Permeten el transport de materials a gran distància
- S'adapten al terreny
- Tenen una gran capacitat de transport
- Permeten transportar una gran varietat de materials
- És possible la càrrega i la descàrrega en qualsevol punt del traçat
- Es pot desplaçar
- No altera el producte transportat

## Història

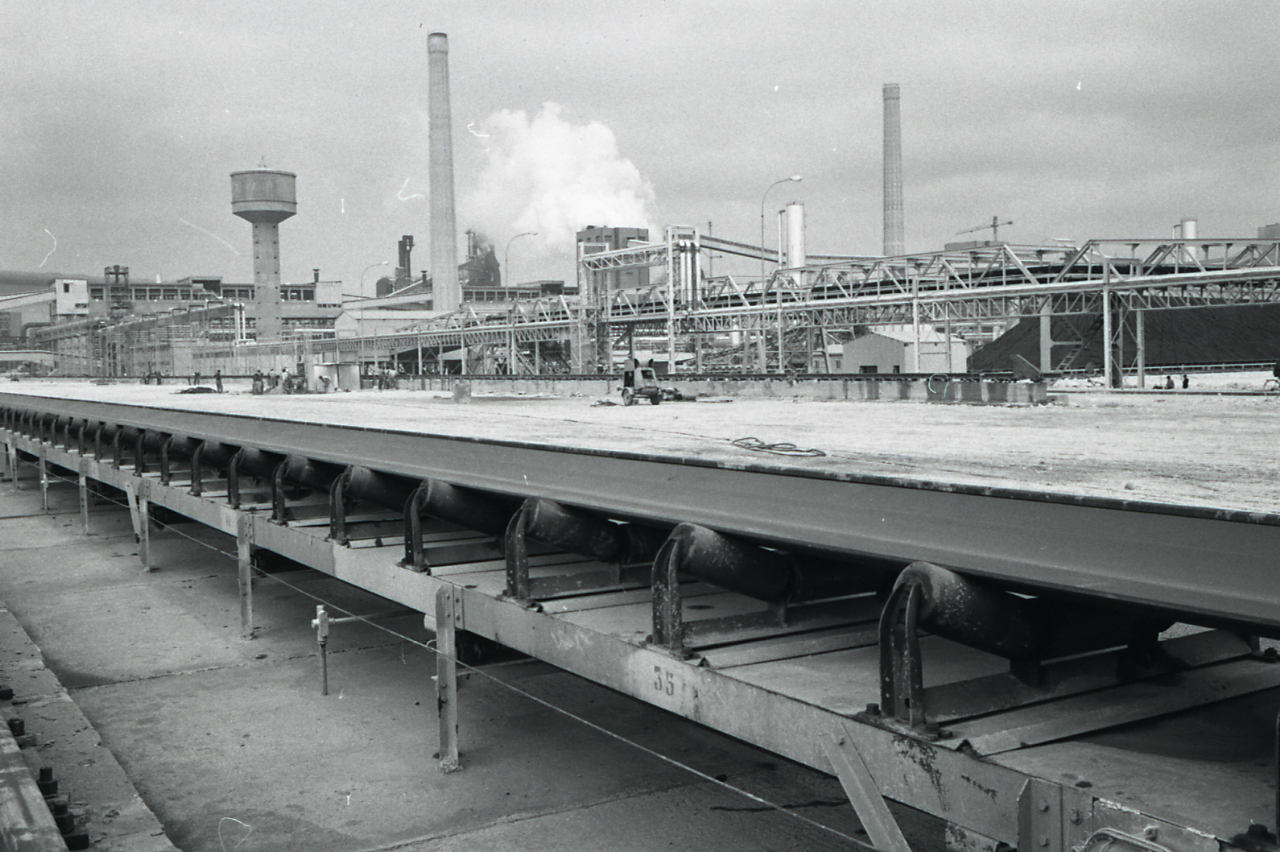
Tàrent, Paolo Monti, 1964

Les primeres cintes transportadores que es van conèixer van ser emprades per al transport de carbó i materials de la indústria minera. El transport de material mitjançant cintes transportadores, data d'aproximadament l'any 1795. La majoria d'aquestes primerenques instal·lacions es realitzaven sobre terrenys relativament pla, així com en curtes distàncies.
El primer sistema de cinta transportadora era molt primitiu i consistia en una cinta de cuir, lona, o cinta de goma que es lliscava per una taula de fusta plana o còncava. Aquest tipus de sistema no va ser qualificat com a reeixit, però proporciono un incentiu als enginyers per considerar els transportadors com un ràpid, econòmic i segur mètode per moure grans volums de material d'un lloc a un altre.
El 1892, Thomas Robins va començar una sèrie d'invents que van portar al desenvolupament d'una cinta transportadora utilitzada per transportar carbó, minerals i altres productes. El 1901, Sandvik va inventar i va començar la producció de cintes transportadores d'acer. El 1905, Richard Sutcliffe va inventar les primeres cintes transportadores per utilitzar-les a les mines de carbó que van revolucionar la indústria minera. Durant els anys 20, les instal·lacions de la companyia H. C. Frick, van demostrar que els transportadors de cinta podien treballar sense cap problema en llargues distàncies. Aquestes instal·lacions es van realitzar sota terra, des d'una mina recorrent gairebé 8 quilòmetres. La cinta transportadora estava feta de múltiples plecs de lona gruixuda recoberta de goma natural, que eren els únics materials disponibles aleshores. El 1913, Henry Ford va introduir la cadena de muntatge basada en cintes transportadores a les fàbriques de la Ford Motor Company. El 1972, la societat francesa REI va crear a Nova Caledònia la cinta transportadora recta més llarga del món en aquell moment, amb una longitud de 13,8 km. Hyacynthe Marcel Bocchetti en va ser el dissenyador conceptual. La cinta transportadora més llarga és la de la mina de fosfats de Bou Craa al Sàhara Occidental (1973, 98 km en 11 trams). La cinta transportadora d'un sol tram més llarga és a la mina de bauxita de Boddington a Austràlia Occidental (31 km).
Durant la Segona Guerra Mundial, els components naturals dels transportadors es van tornar molt escassos, permetent que la indústria de goma es bolqués a crear materials sintètics que reemplacessin els naturals. Des de llavors es van desenvolupar molts materials per a aplicacions molt concretes, com les cintes amb additius antimicrobians per a la indústria de l'alimentació o les bandes amb característiques resistents per altes temperatures
El 1957, la B. F. Goodrich Company va patentar una cinta transportadora de banda de Möbius, que va passar a produir com a «Sistema de cinta transportadora de rotació». Incorporant un mig gir, tenia l'avantatge sobre les cintes convencionals d'una vida més llarga perquè podia exposar tota la superfície al desgast. Aquestes cintes de Möbius ja no es fabriquen perquè les cintes modernes sense retorçar es poden fer més duradores quan són fetes a partir d'unes capes de diferents materials. El 1970, Intralox, una empresa amb seu a Louisiana, va registrar la primera patent per a totes les cintes modulars de plàstic.

## Estructura
La corretja consta d'una o més capes de material. És habitual que les corretjes tinguin tres capes: una coberta superior, una carcassa i una coberta inferior. L'objectiu de la carcassa és donar força i forma lineals. La carcassa és sovint un teixit o teixit metàl·lic que té un ordit i trama. L'ordit fa referència a cordons longitudinals les característiques de resistència i elasticitat dels quals defineixen les propietats de funcionament de la corretja. La trama representa tot el conjunt de cables transversals que permeten a la corretja una resistència específica contra talls, esquinçaments i impactes i alhora una gran flexibilitat. Els materials de la carcassa més comuns són acer, polièster, niló, cotó i aramida (classe de fibres sintètiques resistents a la calor i fortes, amb Twaron o Kevlar com a marques). Les cobertes solen ser diversos compostos de cautxú o plàstic.
Les cintes transportadores d'acer s'utilitzen quan cal una resistència alta. Per exemple, la cinta transportadora de la classe de resistència més alta instal·lada està feta de cordons d'acer. Aquesta cinta transportadora té una classe de resistència de 10.000 N/mm i opera a la mina Chuquicamata, a Xile. El polièster, el niló i el cotó són populars amb classes de baixa resistència. L'aramida s'utilitza a la gamma 630–3,500 N/mm. Els avantatges de l'aramida són l'estalvi d'energia, la vida útil i la productivitat millorada. Com a exemple, una corretja subterrània de 2.250 newtons per mil·límetre i 3.400 metres de llarg instal·lat a la mina de carbó de Baodian, part de la Yanzhou Coal Mining Company, la Xina, procura un estalvi energètic superior al 15%. Mentre que Shenhua Group, ha instal·lat diverses cintes transportadores d'aramida, inclosa una cinta de 4.400 newtons per mil·límetre amb una longitud d'11.600 m.